# قانون کسب و کار
قانون کسب و کار (انگلیسی: Business rule) قاعده ای است که برخی از جنبه‌های کسب و کار را تعریف یا محدود می‌کند. قوانین کسب و کار همواره با هدف تضمین ساختار کسب و کار یا کنترل و تأثیر بر رفتار کسب و کارها بکار گرفته می‌شوند. این قوانین اغلب بمنظور کمک به سازمان‌ها و در راستای دستیابی به اهداف آنها مورد استفاده قرار می‌گیرند و می‌توانند به افراد، فرایندها، رفتارهای شرکت‌ها و سیستم‌های محاسباتی آنها اعمال شوند.